# Wildhern
Wildhern – wieś w Anglii, w Hampshire. Leży 5,6 km od miasta Andover, 25 km od miasta Winchester, 38,6 km od miasta Southampton i 101,9 km od Londynu. W latach 1870–1872 miejscowość liczyła 124 mieszkańców.